# Capa de ozono

Esquema de la distribución de ozono en la atmósfera. El pico superior corresponde a lo que llamamos capa de ozono.

Se denomina capa de ozono, ozonosfera u ozonósfera a la zona de la estratosfera terrestre que contiene una concentración relativamente alta de ozono. La estratosfera, que se extiende aproximadamente desde los 15 km a los 50 km de altitud, contiene el 90 % del ozono presente en la atmósfera y absorbe del 97 al 99 % de la radiación ultravioleta de alta frecuencia (150-300 nm). La mayor parte del ozono estratosférico se encuentra en una franja, relativamente estrecha, entre los 20-30 km de altura, donde se alcanzan concentraciones de ozono del orden de 10 ppm (v/v), lo que implica una concentración absoluta de unas 1013 moléculas/cm3. Esta parte de la estratosfera es lo que se conoce como capa de ozono y fue descubierta por los físicos Charles Fabry y Henri Buisson en el año 1913.
Sus propiedades fueron examinadas en detalle por el meteorólogo británico G.M.B. Dobson, quien desarrolló un sencillo espectrofotómetro que podía ser usado para medir el ozono estratosférico desde la superficie terrestre. Entre 1928 y 1958 Dobson estableció una red mundial de estaciones de monitoreo de ozono, las cuales continúan operando en la actualidad. La unidad Dobson, una unidad de medición de la cantidad de ozono, fue nombrada en su honor.

## Origen de la capa de ozono

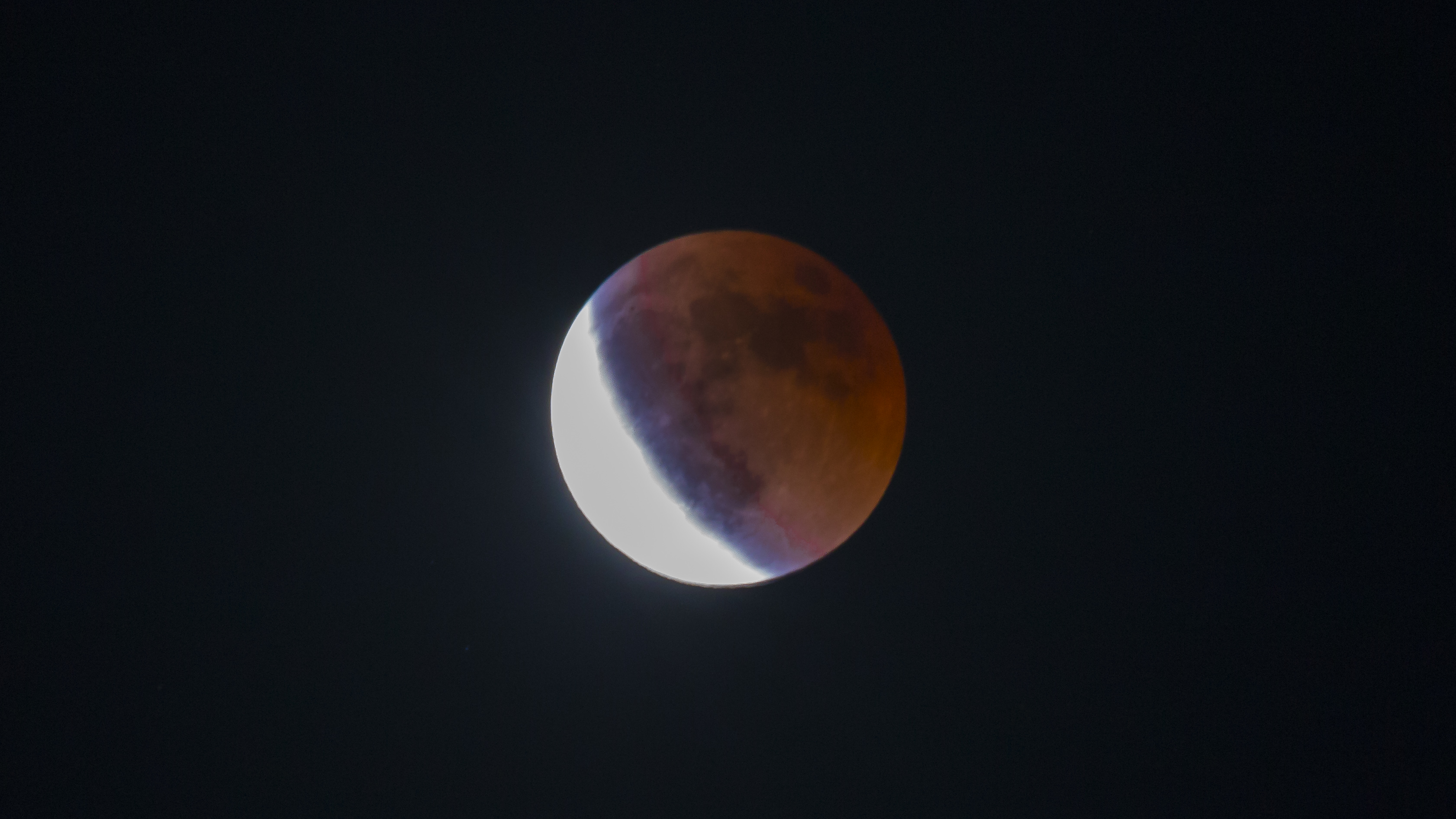
Eclipse lunar de julio de 2018 en España en el que se muestra el borde de la sombra umbral azul debido a la capa de ozono. La medición del borde azulado sirve para calcular el tamaño de la capa de ozono.

El ozono es la forma alotrópica del oxígeno, que está estable en determinadas condiciones de presión y temperatura. Es un gas compuesto por tres átomos de oxígeno ({\displaystyle O_{3}}).
Los mecanismos fotoquímicos que se producen en la capa de ozono fue investigado por el físico británico Sydney Chapman en 1930, quien resolvió el problema químico involucrado.  El ozono se produce a través de una reacción fotoquímica en la que intervienen fotones de luz ultravioleta que al interaccionar con las moléculas de oxígeno gaseoso, que están constituidas por dos átomos de oxígeno ({\displaystyle O_{2}}), las separa en los átomos de oxígeno (oxígeno atómico) constituyente; el oxígeno atómico se combina con aquellas moléculas de {\displaystyle O_{2}} que aún permanecen sin disociar, formando, de esta manera, moléculas de ozono, {\displaystyle O_{3}} (Ciclo de Chapman).
Casi todo el ozono de la estratosfera se encuentra entre los 15 y 40 km de altitud, con un valor que fluctúa entre 2-8 partículas por millón, alcanzándose el máximo en una zona conocida como capa de ozono, aproximadamente a los 25 km de altitud. Si todo ese ozono de la estratosfera fuese comprimido a la presión del aire al nivel del mar, esta capa tendría solo 3 milímetros de espesor.
El ozono actúa como filtro, o escudo protector, de las radiaciones nocivas, y de alta energía, que llegan a la Tierra, permitiendo que pasen otras como la ultravioleta de onda larga, que de esta forma llega a la superficie. Esta radiación ultravioleta es la que permite la vida en el planeta, ya que es la que permite que se realice la fotosíntesis del reino vegetal, que se encuentra en la base de la pirámide trófica.
Al margen de la capa de ozono, el 10 % de ozono restante está contenido en la troposfera, y es peligroso para los seres vivos por su fuerte carácter oxidante. Elevadas concentraciones de este compuesto a nivel superficial forman el denominado esmog fotoquímico. El origen de este ozono se explica en un 10 % como procedente de ozono transportado desde la estratosfera y el resto es creado a partir de diversos mecanismos, como el producido por las tormentas eléctricas que ionizan el aire y lo hacen, muy brevemente, buen conductor de la electricidad. Pueden verse algunas veces dos relámpagos consecutivos que siguen aproximadamente la misma trayectoria. 

## El equilibrio dinámico del ozono

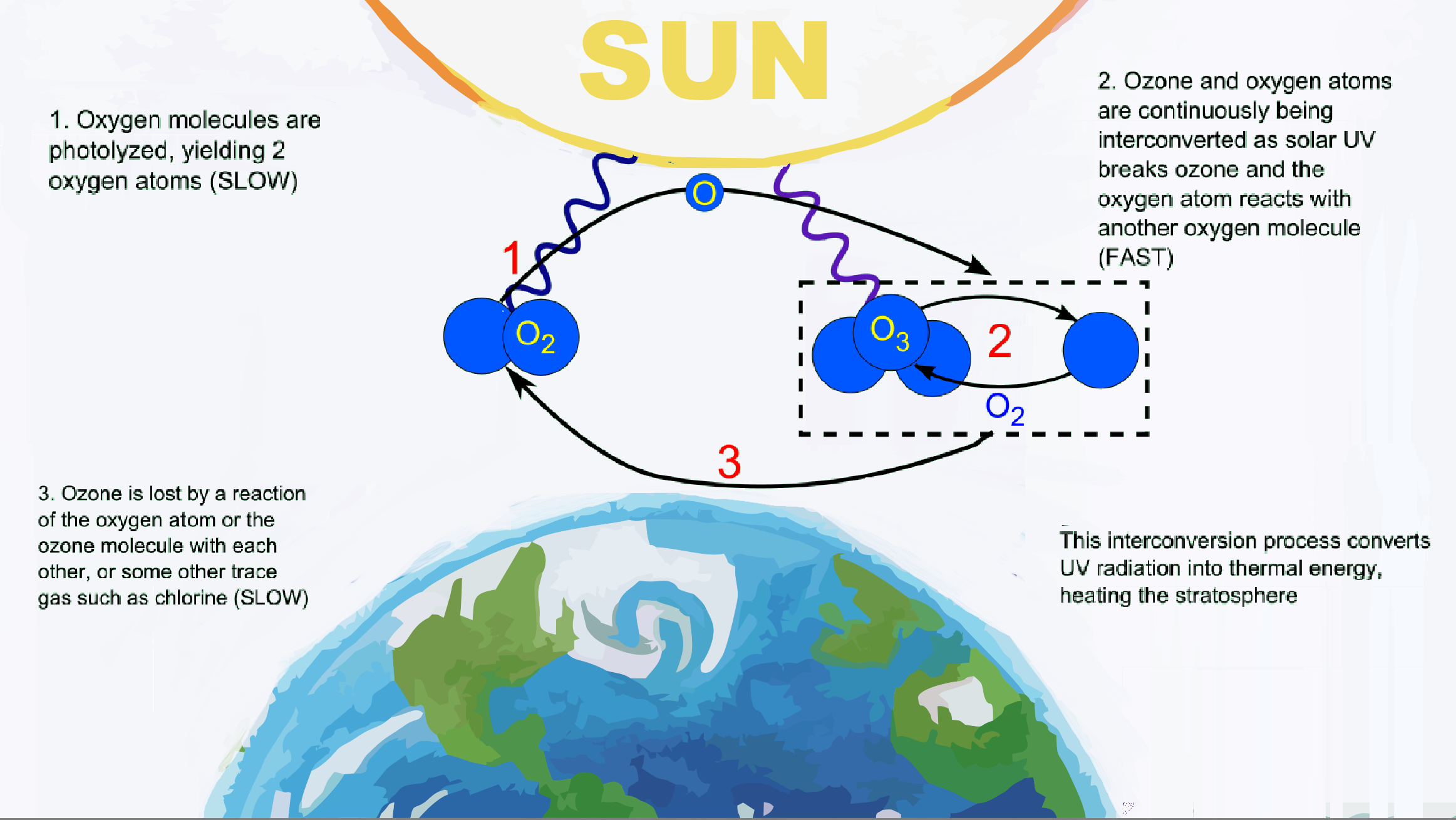
Ciclo del ozono.

El ciclo de Chapman describe las principales reacciones que hacen que, de forma natural y en primera aproximación, la concentración de ozono en la estratosfera se mantenga, hasta cierto punto constante. Incluye una serie de etapas en las que intervienen las principales formas alotrópicas del oxígeno y la radiación UV.
El ozono se produce mediante la siguiente reacción:
{\displaystyle O_{2}+h\nu \rightarrow O+O}
{\displaystyle O+O_{2}\rightarrow O_{3}}
Es decir, el oxígeno molecular que se encuentra en las capas altas de la atmósfera es bombardeado por la radiación solar. Del amplio espectro de radiación incidente una determinada fracción de fotones cumple los requisitos energéticos necesarios para catalizar la rotura del doble enlace de los átomos de oxígeno de la molécula de oxígeno molecular.
Posteriormente, el Sol convierte una molécula de ozono en una de oxígeno diatómico y un átomo de oxígeno sin enlazar:
{\displaystyle O_{3}+h\nu \rightarrow O_{2}+O}
Durante la fase oscura (la noche de una determinada región del planeta), el oxígeno monoatómico, que es altamente reactivo, se combina con el ozono de la ozonosfera para formar una molécula de oxígeno biatómico:
{\displaystyle O_{3}+O\rightarrow 2O_{2}}
Para mantener constante la capa de ozono en la estratosfera esta reacción fotoquímica debe suceder en perfecto equilibrio, pero estas reacciones son fácilmente perturbables por moléculas, como los compuestos clorados (como los clorofluorocarbonuros) y los compuestos bromurados. En promedio un átomo de cloro es capaz de destruir hasta 100,000 moléculas de ozono, razón por la cual cantidades pequeñas pueden descomponer suficiente ozono para disminuir de manera significativa la capa de ozono.

## Problemas en la capa de ozono

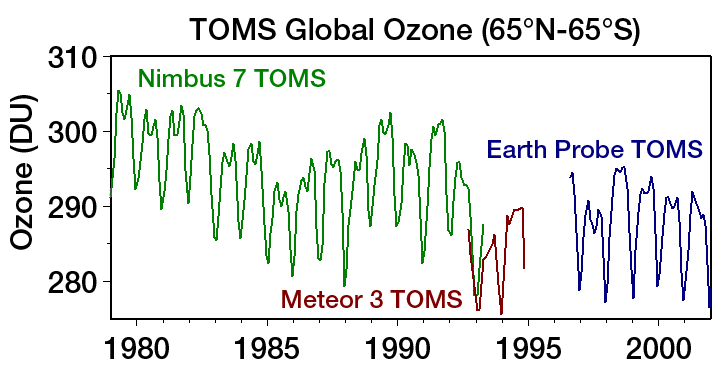
Promedio mensual Global de.

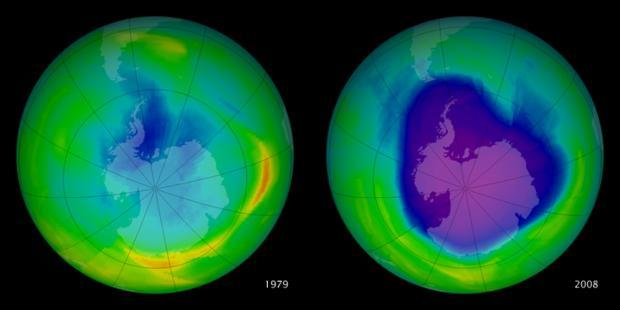
Comparación del agujero en la capa de ozono sobre la Antártida en 1979 y 2008. La densidad de ozono llegó a su mínimo en el año 2000 y a partir de entonces se ha ido recuperando. Se espera que en pocas décadas vuelva a sus niveles originales.

Algunos gases que emitimos son causantes de la destrucción de la capa de ozono. Existen varios ciclos que contribuyen a la destrucción de la capa de ozono y en ellos los actores fundamentales son el ClO, el BrO y los átomos de Cl y Br. Estos provienes de gases fuente que los producen. Entre los gases fuente se encuentran los CFC, HCFC, Halón, bromuro de metilo cloruro de metilo, metilcloroformo y el tetracloruro de carbono.
El seguimiento observacional de la capa de ozono, llevado a cabo en los últimos años, ha llegado a la conclusión de que dicha capa puede considerarse seriamente amenazada. Este es el motivo principal por el que se reunió la Asamblea General de las Naciones Unidas el 16 de septiembre de 1987, firmando el Protocolo de Montreal. En 1994, la Asamblea General de las Naciones Unidas proclamó el día 16 de septiembre como el Día Internacional para la Preservación de la Capa de Ozono.
El desgaste grave de la capa de ozono provocará el aumento de los casos de melanomas, cáncer de piel, cataratas oculares, supresión del sistema inmunitario en humanos y en otras especies. También afectará a los cultivos sensibles a la radiación ultravioleta.
Para preservar la capa de ozono hay que disminuir a cero el uso de compuestos químicos como los clorofluorocarburos (refrigerantes industriales, propelentes), y fungicidas de suelo (como el bromuro de metilo) (Argentina, 900 toneladas/año) que destruyen la capa de ozono a un ritmo 50 veces superior a los CFC.

### Esperanzas de solución
Las últimas mediciones realizadas con satélites indican que el agujero en la capa de ozono se está reduciendo, a la vez que los niveles de clorofluorocarburos (CFC) han disminuido. Esos compuestos químicos dañan la capa de ozono de la atmósfera que protege nuestro planeta. Durante más de cincuenta años, el número de CFC presentes en la parte alta de la atmósfera ha aumentado a un ritmo constante hasta el año 2000. Desde entonces, la concentración de CFC se ha reducido a razón de casi un 1 % anual. El descenso permite esperar que el agujero de la capa de ozono pueda cerrarse a mediados de siglo. No obstante, estos productos todavía causan daño. A pesar del descenso, el agujero de la Antártida en el año 2005 había alcanzado una extensión de casi 29 000 000 km², más de tres veces el tamaño de Australia.
No obstante, el informe del Grupo de Evaluación Científica del Protocolo de Montreal publicado en 2022 afirma que casi el 99 % de las sustancias prohibidas que afectan la capa de ozono se han eliminado progresivamente. Ahora se espera la recuperación completa de la capa ozono en las próximas cuatro décadas.